# Jeschiwa Etz Chaim

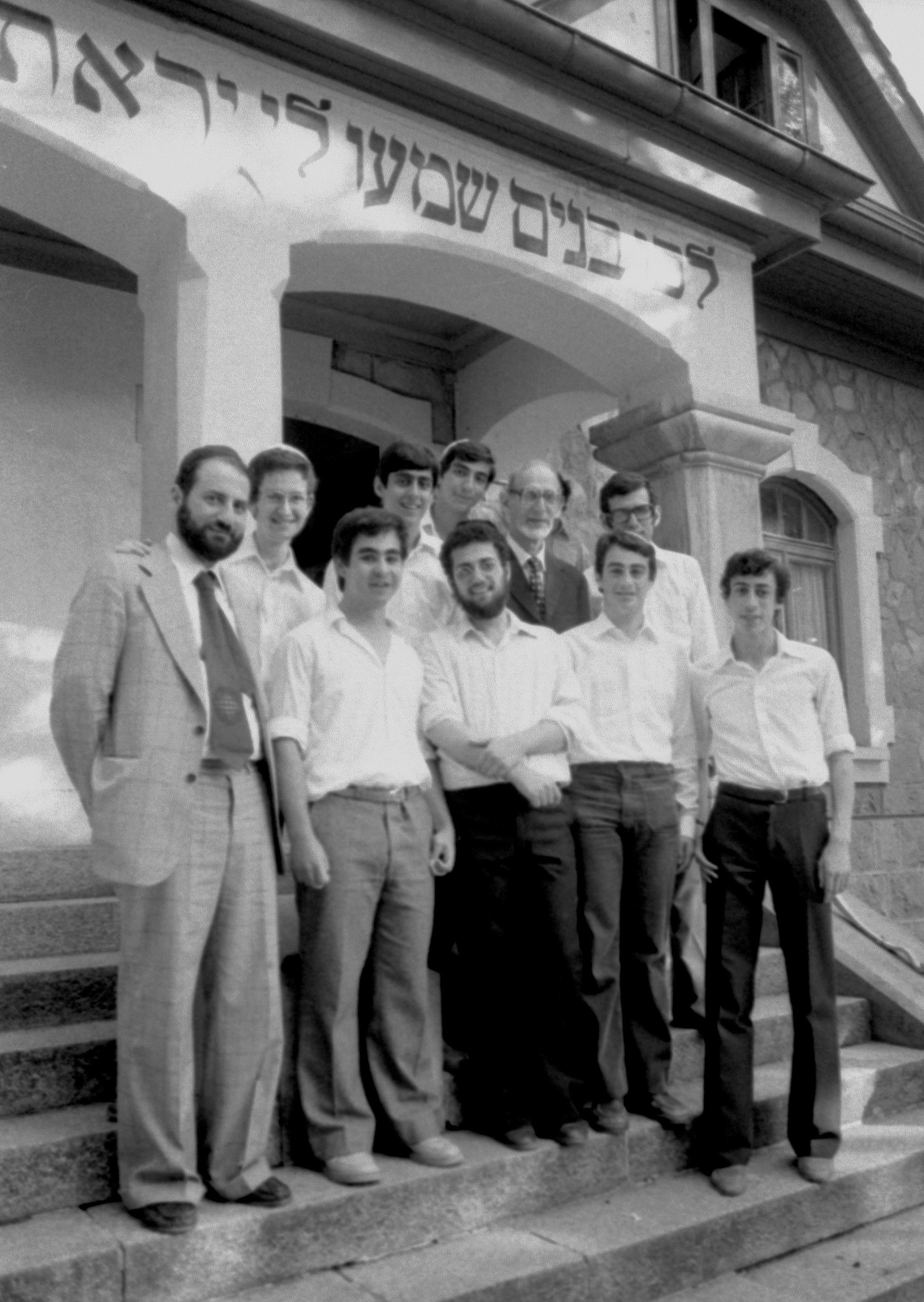
Lehrer und Schüler vor der Jeschiwa, Mosche Botschko im dunklen Anzug, rechts neben ihm Saul David Botschko, ganz links Abraham Weingort (1979)

Die Jeschiwa Etz Chaim (hebräisch ישיבת עץ חיים) in Montreux war eine Jeschiwa (Talmudhochschule) im Kanton Waadt in der Schweiz. Sie wurde 1986 nach Jerusalem und 1995 als Jeschiwa Heichal Elijahu (hebräisch ישיבת היכל אליהו) nach Kochaw Ja'akov im Westjordanland verlegt.

## Geschichte
Elijahu Botschko erhielt seine Ausbildung an den Talmudhochschulen von Łomża und Nowogrudok. Vor dem Ersten Weltkrieg wanderte er über Basel nach Montreux aus, wo 1917 sein Sohn geboren wurde. Im Jahr 1927 gründete Botschko dort die Jeschiwa «Etz Chaim» (Lebensbaum), die mit sieben Schülern ihren Betrieb aufnahm. Im folgenden Jahr konnte sie in die «Villa Quisisana» verlegt werden. Das angegliederte Internat hatte 1936 vier Klassen. Die erste Talmudhochschule der Schweiz war die einzige in Westeuropa, die zur Zeit des Nationalsozialismus Bestand hatte. Zu ihren Schülern gehörte André Neher. Im Zweiten Weltkrieg studierten zeitweise 120 junge Männer in Montreux. Nach dem Krieg kam auch Jechiel Jaakov Weinberg als Lehrer an die Jeschiwa.
Nach dem Tod seines Vaters übernahm Mosche Botschko die Leitung der Einrichtung, die er in den 1970er Jahren zur «Yéchiva-Lycée» umwandelte. Zu den Schülern, die dort ihr Baccalauréat (Matura) ablegten, gehörte Ahron Daum. Die Schule zog auch Schüler aus Frankreich und Belgien an. Saul David Botschko, Enkel des Gründers, eröffnete in den 1980er Jahren ein weiteres Yéchiva-Lycée als Filiale in Élisabethville bei Paris. Es zog nach einigen Jahren nach Saint-Maur-des-Fossés um. Mosche Botschko gab 1985 die Schliessung der Jeschiwa in Montreux und ihre Verlegung nach Jerusalem bekannt.

### Bekannte Lehrer
- Shimon Schwab (1908–1995), Bezirksrabbiner in Ichenhausen, Rabbiner in Washington Heights, New York
- Aharon Jehuda Leib Shteinman (1913–2017), israelischer Rabbiner, Posek und Politiker
- Shaul Weingort (1915–1946), vor seinem Unfalltod in der Leitung der Jeschiwa
- Jechiel Jaakov Weinberg (1884–1966), ehemaliger Rektor des Rabbinerseminars in Berlin und Autor

### Bekannte Schüler
- Raphael Patai (1910–1996), US-amerikanischer Orientalist und Anthropologe
- André Neher (1914–1988), Philosoph und Erforscher des Judentums
- Shlomo Wolbe (1914–2005), israelischer Rabbiner und Autor
- Benjamin Gross (1925–2015), israelischer Philosoph
- Max Warschawski (1925–2006), französischer Großrabbiner
- Abraham Weingort (geb. 1946), Rabbiner und Hochschullehrer für Jüdisches Recht an der Sorbonne
- Michel Warschawski (geb. 1949), antizionistischer israelischer Friedensaktivist und Autor
- Ahron Daum (1951–2018), Gemeinderabbiner u. a. in Biel/Bienne und Frankfurt am Main

### Leiter der Jeschiwa

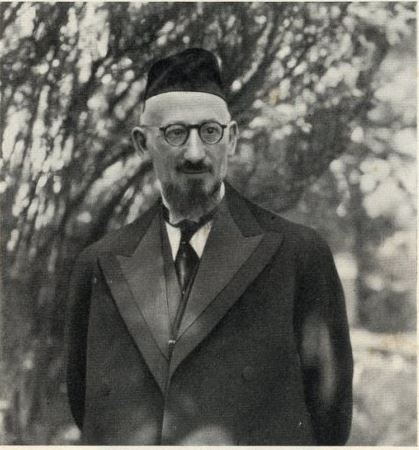
Elijahu Botschko 1927–1956
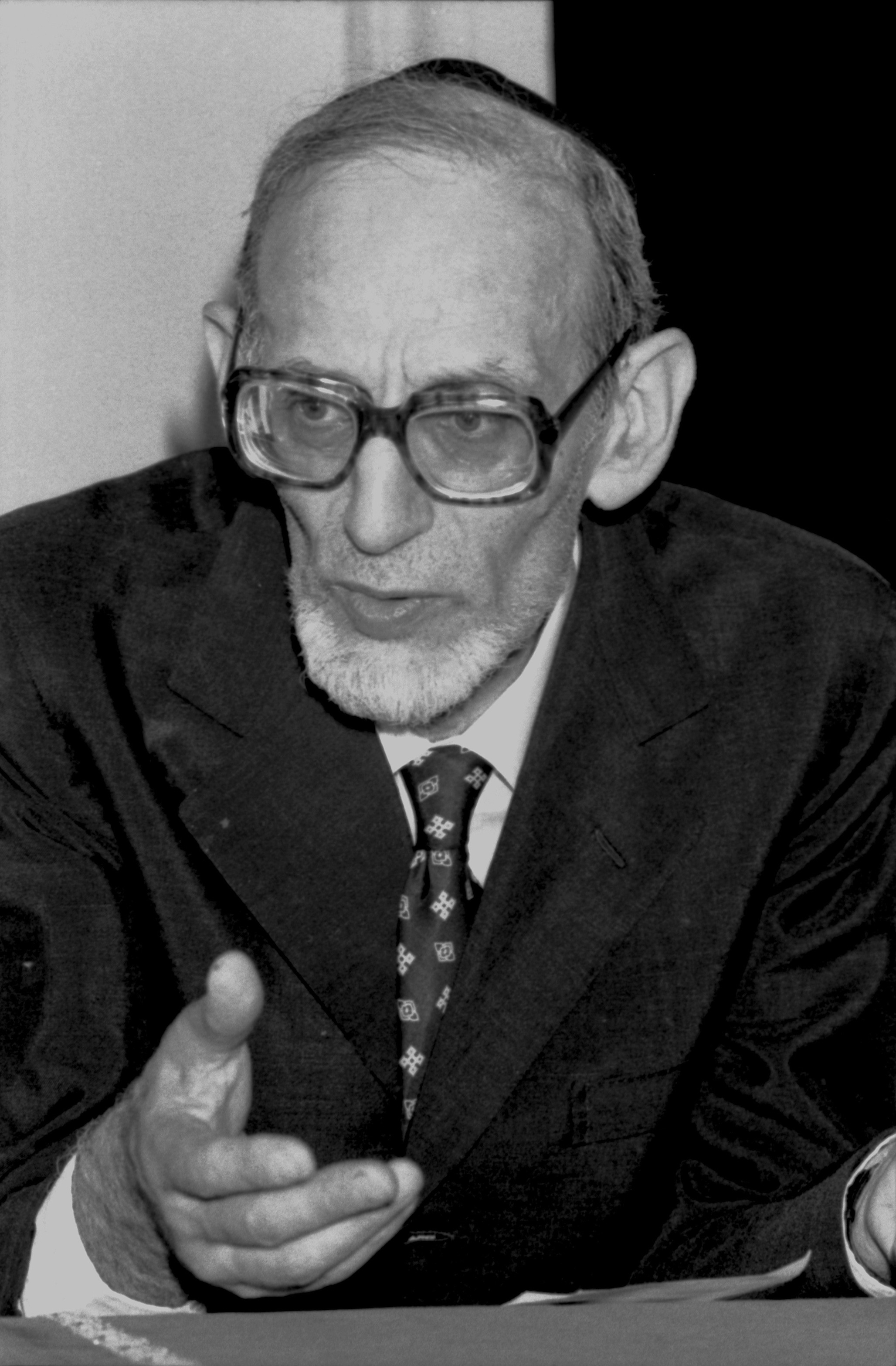
Mosche Botschko 1956–1994

## Jeschiwa Heichal Elijahu
Die Jeschiwa wurde 1986 im Beisein des Staatspräsidenten Chaim Herzog eröffnet. Nach ihrem Gründer erhielt sie den Namen Jeschiwa «Heichal Elijahu». Nach dem Erwerb eines Grundstücks wurde sie zehn Jahre später nach Kochaw Ja'akov im Westjordanland verlegt. Sie ist heute eine Jeschiwat Hesder an der orthodoxe Juden gleichzeitig ihren Wehrdienst ableisten können.

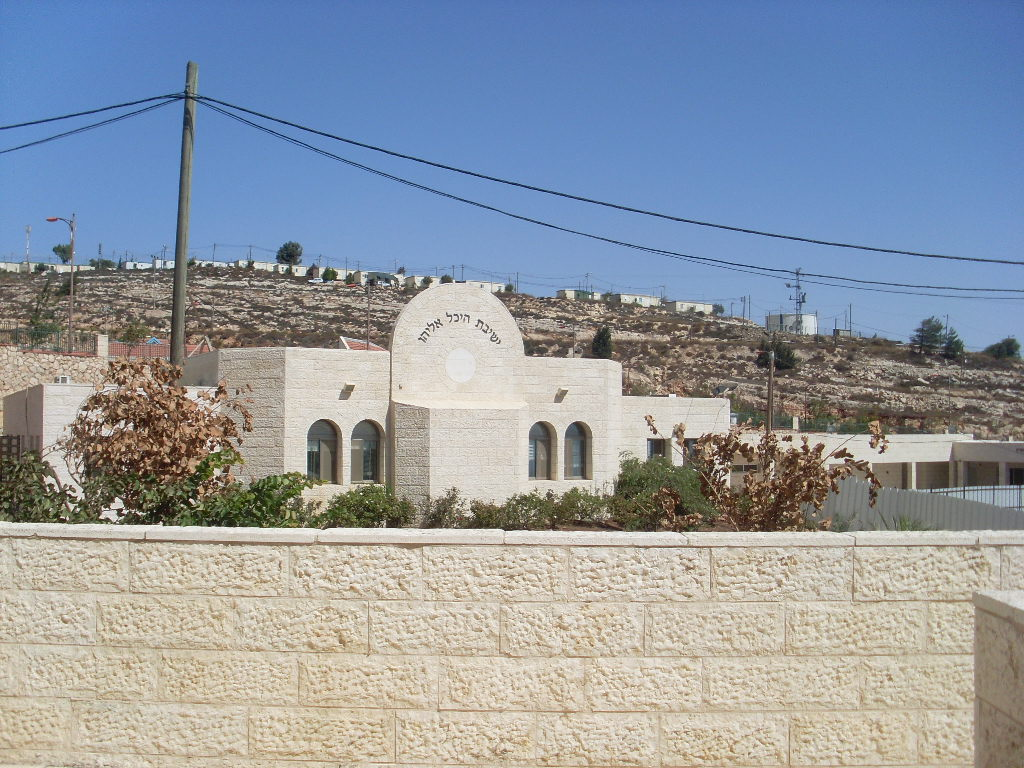
Ansicht der Jeschiwa
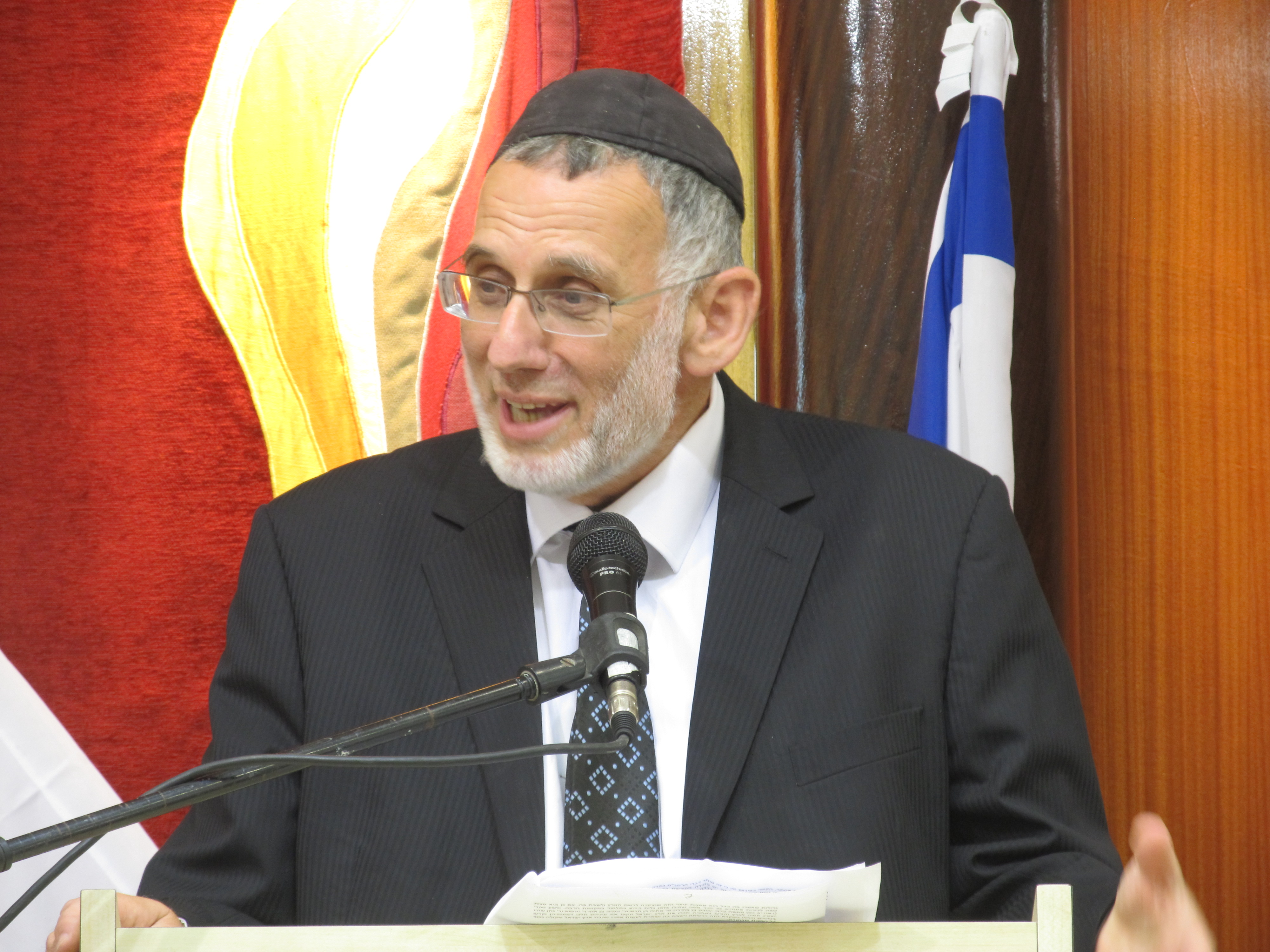
Saul David Botschko Leiter 1994–2021

## Belege
1. ↑  Zur Geschichte der jüdischen Gemeinde und der Jeschiwa Ez Chajim («Lebensbaum») in Montreux. Alemannia Judaica.

Koordinaten: 31° 52′ 48,5″ N, 35° 14′ 30,2″ O